# Wow Entertainment
 (octobre 2019).
Si vous disposez d'ouvrages ou d'articles de référence ou si vous connaissez des sites web de qualité traitant du thème abordé ici, merci de compléter l'article en donnant les références utiles à sa vérifiabilité et en les liant à la section « Notes et références ».
Wow Entertainment (aussi connu comme Sega AM1 R&D Division) était un développeur de jeu vidéo affilié à Sega. En octobre 2003, l'entreprise fusionne avec Overworks (Sega AM7 R&D Division) pour former Sega Wow.

## Jeux développés
- La série des Sega GT
- Nightshade
- The House of the Dead 2
- The House of the Dead III
- Sega Bass Fishing 2
- Sega Marine Fishing